# Джошуа Хон
Джошуа Хон (нар. 30 грудня 1995, Лос-Анджелес, США), більш відомий під своїм сценічним псевдонімом Джошуа (кор.: хангиль: 조슈아) — американський співак та артист в Південній Кореї. Він учасник південнокорейського хлопчачого гурту Seventeen. Група працює під лейблом Pledis Entertainment. Джошуа входить до складу вокал юніта та займає позицію провідного вокаліста.

## Раннє життя
Джошуа Хонг народився в Лос-Анджелесі, 30 грудня 1995 року в родині південнокорейців. В сім'ї він єдина дитина. Батьки Джошуа максимально підтримували його у всіх його починаннях. Перед переїздом до Кореї він закінчив середню школу Downtown Magnets у 2013 році. Паралельно з навчанням Джошуа виступав у церковному хорі, що допомогло йому розвити пристрасть до музики.

## Кар'єра

### 2013—2014: Пре дебют
Після закінчення школи Джошуа вирішив пройти прослуховування яке проводила південнокорейська компанія Pledis в Лос-Анджелесі у 2013 році. Успішно пройшовши прослуховування, Джошуа переїхав до Кореї, де почав навчатися співу та танцям. Вперше він з*явився в другому сезоні Seventeen TV, реаліті-шоу, на якому було представлено потенційних учасників чоловічого гурту Seventeen перед їх офіційним дебютом. Шоу періодично транслювалося на Ustream, де фанати могли побачити, як хлопці тренуються, співають, створюють хореографії та грають в ігри.

### 2015— теперішній час: дебют в Seventeen та сольна діяльність
26 травня 2015 року Джошуа дебютував як учасник південнокорейської хлопчачої групи Seventeen з мініальбомом 17 Carat.
У червні 2022 року Джошуа випустив кавер на пісню «Double take» як частину поточної серії для проекту #17Studio Seventeen.
У 2023 році Джошуа та, учасник гурту, Хоші взяли участь у реаліті-шоу TVING Bro and Marble, зйомки якого проходили в Дубаї, разом із Ю Йонсоком, Лі Донхві, Кюхюном, Чі Сокджіном, Чо Сехо та Лі Син Ґі.
У березні 2023 року Джошуа випустив два кавери в рамках серіалу Apple Music «Home Session». Він був першим виконавцем K-pop, який з'явився у серіалі.
У липні 2023 року Джошуа знову працював з Apple Music разом із Верноном, де вони були ведучими літнього тематичного радіошоу Apple Music 1 під назвою «Літні канікули з Джошуа та Верноном із SEVENTEEN».
У серпні 2023 року разом із учасниками гурту DK і Dino, Джошуа брав участь у записі каверу на пісню Dirty Dancing від New Kids On The Block, що був випущений у рамках святкування 15-ї річниці виходу альбому The Block у 2008 році.

## Інші сфери діяльності
У травні 2022 року Джошуа разом Синґваном було оголошено послом лінії Laneige Korea Neo Cushion.
У 2023 році Джошуа був оголошений амбасадором Givenchy Beauty.

### Мода
У лютому 2023 року Джошуа відвідав показ італійського будинку моди Marni колекції (осінь/зима) 2023 у Токіо. Пізніше того ж року він відвідав показ жіночої колекції (весна) 2024 на тижні моди в Парижі. У березні 2024 року Джошуа був оголошений новим амбасадором шотландського кашемірового бренду Barrie.

## Фільмографія

### Веб-шоу
| Рік       | Назва        | Роль                       | Прим.  |
| --------- | ------------ | -------------------------- | ------ |
| 2013–2014 | Seventeen TV | Учасник акторського складу | [ 14 ] |
| 2023      | Bro & Marble | Учасник акторського складу | [ 15 ] |

## Дискографія

### Співпраця
| Рік  | Артист                             | Пісня                            | Альбом         | Прим.  |
| ---- | ---------------------------------- | -------------------------------- | -------------- | ------ |
| 2020 | Pink Sweats                        | "17 " with DK                    | The Prelude    | [ 16 ] |
| 2023 | New Kids on the Block і Dem Jointz | «Dirty Dancing» with DK and Dino | The Block 2023 | [ 17 ] |

### Кавери
| Рік  | Артист | Пісня               | Альбом                           | Коментарі                                              | Прим.  |
| ---- | ------ | ------------------- | -------------------------------- | ------------------------------------------------------ | ------ |
| 2022 | dhruv  | Double take         | Сингл                            | Випущено як частина поточної серії #17Studio Seventeen | [ 18 ] |
| 2023 | BSS    | 7PM                 | Apple Music Home Session: Joshua | Випущено як ексклюзив для Apple Music                  | [ 6 ]  |
| 2023 | Lauv   | Kids Are Born Stars | Apple Music Home Session: Joshua | Випущено як ексклюзив для Apple Music                  | [ 6 ]  |